# Gabriel Hummelberger
Gabriel Hummelberger, auch: Hummelberg, Humelberg (* 1487 vermutlich in Ravensburg; † 7. Januar 1544 in Feldkirch) war ein deutscher Humanist sowie Arzt und Botaniker.
Gabriel Hummelberger war der Sohn des Krämers und Ravensburger Ratsmitglieds Michael Hummelberger. Seine Mutter hieß Anna und war eine geborene Kupferschmid aus Bludenz. Er war der Bruder des bekannteren Humanisten und Philologen Michael Hummelberger, sowie des Jacob Hummelberger, der in Ravensburg Kaufmann war.
Er studierte 1507 in Paris, 1512 in Montpellier und 1515 in Bologna Medizin, wo er auch promovierte und praktizierte. Nach der Rückkehr in die Heimat ließ er sich in Schwaben nieder. Als Stadtarzt war er in Isny im Allgäu tätig. In Feldkirch heiratete er 1518 Veronika Imgraben und nannte sich 1525 artium et medicinae doctor. Er hatte drei Söhne und fünf Töchter, unter diesen sind bekannt:
- Michael Hummelberger, Stadtammann und Bürgermeister in Feldkirch
- Gabriel Hummelberger, Doktor der Medizin
- Magdalena, Priorin des Klosters Valduna
- Kunigunde, Äbtissin des Klosters Valduna
- Anna (heiratete Reichsritter Peter Pappus von Trazberg)

Er studierte weiterhin Heilpflanzen und antike botanische Schriften und Historiker, etwa Plinius den Älteren, Musa, Apuleius und Dioskorides, zu deren Schriften er verschiedene Aufsätze und Kommentare publizierte. Er korrespondierte ab spätestens 1525 mit Beatus Rhenanus und stand im Jahr 1531 der Reformation kritisch gegenüber, von der er verheerende kulturelle Wirkung befürchtete. Er sammelte und bewahrte 310 Briefe der Korrespondenz seines verstorbenen Bruders Michael, wodurch diese für die Geschichte des Humanismus erhalten blieb.